# Unterkiefer von Mala Balanica

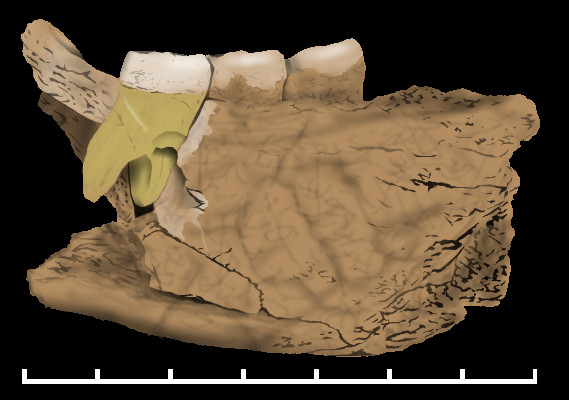
Das Fossil BH-1, 2008 entdecktes Fragment eines Unterkiefers aus der Höhle Mala Balanica

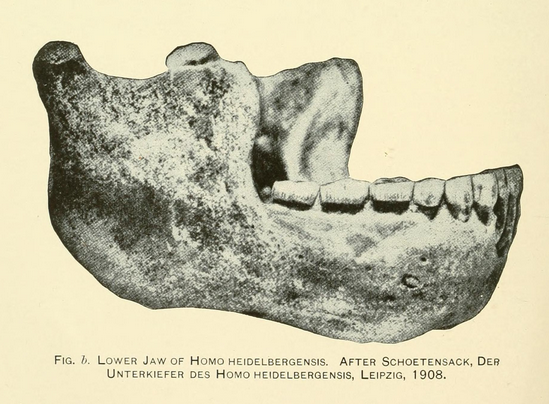
Der Unterkiefer von Mauer, 1908 (George Grant MacCurdy: Recent discoveries bearing on the antiquity of man in Europe, in: Annual Report of the Board of Regents of the Smithsonian Institution 1909, Washington 1910, S. 531–583, hier: Plate 13, nach S. 571 – Digitalisat)

Der Unterkiefer von Mala Balanica wurde im Jahr 2008 in Schicht 3b der Mala-Balanica-Höhle entdeckt (43° 20,211′ N, 22° 5,115′ O), einem Zweihöhlensystem in der Sićevo-Schlucht, etwa 100 m über der Nišava in Serbien. Der Höhleneingang blickt Richtung Südsüdwest über das Tal, nur 7 m vom Eingang der größeren Höhle Velika Balanica entfernt.
Es handelt sich um das Fragment einer menschlichen linken Mandibula mit drei noch in situ befindlichen Molaren. Diese Fundstücke stellen die ältesten sicher datierten menschlichen Überreste Osteuropas und des Balkans dar. Durch eingedrungenes Wasser ist das Fragment äußerst zerbrechlich. Der Corpus ist zwischen 31,2 und 34,2 mm hoch und zwischen 17,5 und 23,8 mm dick.
Das Fossil BH-1 gehörte zu einem jungen Erwachsenen. 2013 gelang die Datierung auf 397.000 bis 525.000 Jahre, womit das Fragment aus der gleichen Epoche stammt wie die Fossile aus der spanischen Sima de los Huesos, der Unterkiefer von Mauer (des Typusexemplars von Homo heidelbergensis), der französische Mensch von Tautavel, der süditalienische Homo cepranensis oder die Funde aus dem oberitalienischen Visogliano. Anders als das Fossil aus der Sima de los Huesos weisen die Zähne keinerlei Charakteristika des Neandertalers auf; eher sind sie einem archaischeren Typus zuzuordnen. 2016 zeigte eine neuerliche Untersuchung, dass eine größere Nähe zum Unterkiefer von Mauer besteht, also zum Homo heidelbergensis, und damit auch zum Mann von Arago (vgl. Höhle von Arago). Das Geschlecht ließ sich nicht mehr feststellen.